# Witte (Familienname)
Witte ist ein deutschsprachiger Familienname.

## Herkunft und Bedeutung
Witte:
1. Übername zu mnd. wit („weiß“) nach der Haar- oder Hautfarbe des ersten Namensträgers.
2. Gelegentlich zu Witt.
Borchardus Witte ist ab 1309 in Hannover überliefert.

## Namensträger

### A
- Adrien De Witte (1850–1935), belgischer Maler, Zeichner und Radierer
- Albert Witte (1923–2015), US-amerikanischer Jurist, Rechtswissenschaftler
- Alfred Witte (1878–1941), deutscher Astrologe
- André de Witte (1944–2021), belgischer Geistlicher, Bischof
- Andreas Witte (* 1955), deutscher Sportjournalist und Moderator
- Andreas Witte (Schlagzeuger) (* 1961), deutscher Jazzmusiker
- Ann Dryden Witte (* 1942), US-amerikanische Wirtschaftswissenschaftlerin
- Annett Witte (* 1972), deutsche Politikerin (FDP)
- August Witte (Goldschmied) (1840–1883), deutscher Stiftsgoldschmied in Aachen
- August Witte (Politiker) (1890–1968), deutscher Politiker (DP)

### B
- Barthold C. Witte (1928–2018), deutscher Ministerialbeamter (FDP) und Autor
- Beatrice Witte (* 1961), Schweizer Tischtennisspielerin
- Bernd Witte (1942–2022), deutscher Germanist und Literaturwissenschaftler
- Bernhard Witte (Mönch) (vor 1424–1442), deutscher Ordensgeistlicher, Abt von Doberan
- Bernhard Witte (Historiker) (um 1475–um 1520), deutscher Historiker und Geistlicher
- Bernhard Witte (Goldschmied) (1868–1947), deutscher Goldschmied
- Bernhard Heinrich Witte (1926–2015), deutscher Ordensgeistlicher, Bischof
- Bertold Witte (* 1937), deutscher Geodät und Hochschullehrer
- Bodo Witte (1930–2015), deutscher Theaterintendant

### C
- Carl Diedrich Witte (1782–1854), deutscher Kaufmann, Bremer Senator
- Carla Witte (1889–1943), deutsch-uruguayische Malerin, Bildhauerin und Lehrerin
- Carmen Witte (* 1961), Schweizer Tischtennisspielerin
- Charlotte de Witte (* 1992), belgische Techno-DJ
- Christian Gottlieb Friedrich Witte (1802–1873), niederländischer Orgelbauer
- Curt Witte (1882–1959), deutscher Maler

### D
- Daniela Witte, deutsche Journalistin und Fernsehmoderatorin
- Detlev Witte (1926–2004), deutscher Filmschauspieler, Synchronsprecher und Hörspielregisseur
- Dieter Witte (1937–2008), deutscher Industriedesigner
- Dominikus Witte (* 1956), deutscher freischaffender Künstler

### E
- Eberhard Witte (1928–2016), deutscher Wirtschaftswissenschaftler
- Eberhard Witte (Künstler) (1921–2010), deutscher Maler
- Eduard Witte (Fabrikant) (1839–nach 1873), deutscher Fabrikant, Hoflieferant
- Eduard Julius Hugo Witte (1810–1887), deutscher Salinenbesitzer
- Emanuel de Witte (1617–1692), niederländischer Maler
- Emil Witte (1905–1975), deutscher Politiker (SPD)
- Emil Albert Witte (1864–1918), deutscher Journalist und Übersetzer
- Erich Witte (1911–2008), deutscher Sänger (Tenor)
- Erich H. Witte (* 1946), deutscher Psychologe
- Ernst Witte (1829–1910), deutscher Jurist und Politiker, MdR
- Eugen de Witte (1882–1952), tschechoslowakischer Politiker (DSAP)

### F
- Fabio Witte (* 1993), deutscher Unihockeyspieler
- Frans Witte (1950–2013), niederländischer Zoologe
- Franz-Werner Witte (1923–2019), deutscher Jurist und Historiker
- Franz Witte (1927–1971), deutscher Maler
- Frido Witte (1881–1965), deutscher Maler, Radierer, Architekt und Kunstgewerbler
- Friedrich Witte (Unternehmer) (1829–1893), deutscher Apotheker, Fabrikant und Politiker
- Friedrich Witte (Ingenieur) (1900–1977), deutscher Eisenbahningenieur
- Friedrich Witte (Schauspieler) (* 1979), deutscher Schauspieler
- Friedrich Carl Witte (1864–1938), deutscher Chemiker
- Friedrich Christian Witte (1771–1841), deutscher Jurist und Königlich Hannoverscher Hofrat
- Friedrich Ernst Witte (1803–1872), deutscher Verwaltungsjurist, Geologe und Paläontologe
- Fritz Witte (1876–1937), deutscher Theologe, Priester und Kunsthistoriker
- Fritz Witte (Gärtner) (1900–1972), deutscher Gärtner und Gartenbaudirektor
- Fritz Witte-Wild (1848–1930), deutscher Regisseur, Schauspieler und Theaterdirektor

### G
- Gaston-François de Witte (1897–1980), belgischer Zoologe
- Georg Witte (Slawist) (* 1952), deutscher Komparatist und Slawist
- Georg Friedrich Witte (1799–1865), deutscher Verwaltungsjurist
- Georg Hendrik Witte (1843–1929), niederländischer Komponist und Hochschullehrer
- Gerd Witte (1927–2015), deutscher Kirchenmusiker und Hochschullehrer
- Gerhard Witte (* 1920), deutscher Fußballspieler
- Gudrun Witte (* 1962), deutsche Volleyballspielerin
- Günter R. Witte (1933–2024), deutscher Biologe
- Gunther Witte (1935–2018), deutscher Dramaturg, Fernsehredakteur, Filmproduzent und Drehbuchautor
- Gustav Witte (Feuerwehrmann) (1839–1888), deutscher Erfinder und Feuerwehrmann
- Gustav Witte (Pilot) (1870–1912), deutscher Pilot

### H
- Hans de Witte (1583–1630), niederländischer Kaufmann
- Hans Witte (Historiker) (1867–1945), deutscher Archivar und Historiker
- Hans Witte (Physiker) (1881–1925), deutscher Physiker, Hochschullehrer, Mitgründer des Reichsbanners Schwarz-Rot-Gold
- Hans-Heinrich Witte (* 1957), deutscher Wasserbauingenieur
- Hartmut Witte (* 1952), deutscher Kunsthistoriker und Fotograf
- Hedwig Witte (1906–1991), deutsche Sängerin und Moderatorin
- Heinrich Witte (Bürgermeister) († 1523), deutscher Bürgermeister von Lübeck
- Heinrich Witte (Botaniker) (1829–1917), holländischer botanischer Gärtner
- Heinrich Witte (Historiker) (1854–1903), deutscher Historiker und Gymnasiallehrer
- Heinrich Witte (Schauspieler) (1888–1933), deutscher Schauspieler
- Heinz Witte (1880–1961), deutscher Maler
- Heinz Witte (Fußballspieler) (1929–1958), deutscher Fußballspieler
- Helmut Witte (Marineoffizier) (1915–2005), deutscher Marineoffizier
- Helmut Witte (Fußballtrainer) (* 1941), deutscher Fußballtrainer
- Helmut Witte (Chemiker) (1909–2008), deutscher Chemiker und Hochschullehrer an der TU Darmstadt
- Henning Witte (1634–1696), deutsch-baltischer Pädagoge und Literaturhistoriker
- Herman Witte (1909–1973), niederländischer Politiker
- Hermann Witte (Geistlicher) (1666–1728), deutschbaltischer evangelischer Geistlicher, Bischof von Åbo
- Hermann Witte (Jurist) (1833–1876), deutscher Jurist und Hochschullehrer
- Hermann Witte (Wirtschaftswissenschaftler) (* 1947), deutscher Wirtschaftswissenschaftler und Hochschullehrer
- Hermann von Witte (1826–1891), preußischer Generalleutnant

### I
- Irene M. Witte (1894–1976), deutsche Wirtschaftswissenschaftlerin
- Ivan De Witte (* 1947), belgischer Unternehmer und Fußballmanager

### J
- Jan de Witte (1709–1785), polnischer Architekt und Generalleutnant
- Jan Witte-Kropius (* 1959), deutscher Maler, Grafiker und Bildhauer
- Jean Carlo Witte (* 1977), brasilianischer Fußballspieler
- Jean-Joseph-Antoine-Marie de Witte (1808–1889), französischer Klassischer Archäologe, Epigraphiker und Numismatiker
- Jens Witte (1941–2003), deutscher Chirurg
- Jessica Witte-Winter (* 1972), deutsche Moderatorin
- Joachim Witte (* 1921), deutscher Hörspielregisseur, Drehbuchautor und Hörspielautor
- Johan Frederik Witte (1840–1902), niederländischer Orgelbauer
- Johann Witte (Archivar) (1614–1657), Stadtarchivar in Riga
- Johann Heinrich Witte (1846–1908), deutscher Philologe und Pädagoge
- Johann Heinrich Friedrich Karl Witte (1800–1883), deutscher Jurist und Romanist, siehe Karl Witte (Dichterjurist)
- Johannes de Witte (1475–1540), flämischer Dominikaner und der erste für die Römisch-katholische Kirche in Kuba ernannte Bischof
- Johannes Witte (1877–1945), deutscher Theologe und Missionswissenschaftler
- Jörg Witte (* 1964), deutscher Schauspieler

### K
- Kai-Erik Witte, deutscher Zoologe
- Karin Witte (* 1939), deutsche bildende Künstlerin, Malerin und Grafikerin
- Karl Witte (Dichterjurist) (1800–1883), deutscher Jurist, Schriftsteller und Dante-Forscher
- Karl Witte (Mediziner) (1862–vor 1944), Obergeneralarzt
- Karl Witte (Bischof) (1893–1966), deutscher evangelischer Theologe
- Karl Heinrich Gottfried Witte (1767–1845), deutscher Pädagoge und Schriftsteller
- Karl Heinz Witte (* 1936), deutscher Germanist und Psychoanalytiker
- Karsten Witte (1944–1995), deutscher Filmwissenschaftler
- Klaus-Jürgen Witte (1939–2013), deutscher Laserphysiker
- Kurt Witte (1885–1950), deutscher Klassischer Philologe

### L
- Laura Witte (1869–1939), deutsche Frauenrechtlerin
- Laura de Witte (* 1995), niederländische Leichtathletin
- Leo Witte (1926–1980), deutscher Jurist
- Leopold Witte (1836–1921), evangelischer Geistlicher und Pädagoge
- Lisanne de Witte (* 1992), niederländische Leichtathletin
- Lotte Witte (1918–1940), deutsche Hochseilartistin, siehe Camilla Mayer
- Louis J. Witte (1894–1975), US-amerikanischer Filmtechniker
- Ludolf Witte (vor 1631–1649/50), deutscher Bildhauer
- Ludwig Witte (* 1936), deutscher Konditor und Unternehmer
- Luis Noah Witte (* 2014), deutscher Kinderdarsteller

### M
- Marianne Witte (Mäzenin) (1923–2012), deutsche Mäzenin
- Marianne Witte (Schriftstellerin) (* 1951), niederländische Schriftstellerin
- Markus Witte (* 1964), deutscher Theologe
- Markus Witte (Unternehmer) (* 1970), deutscher Unternehmer
- Martin Witte (1896–1930), deutscher Architekt
- Martina Witte (* 1960), deutsche Theaterleiterin
- Max Witte (1909–1955), deutscher Pastor
- Michael Witte (Schauspieler) (* 1957), deutscher Schauspieler
- Michael Witte (Liedermacher) (* 1970), deutscher Musiker und Liedermacher

### N
- Nicolaus Witte bzw. Witte von Lilienau (1618–1688), deutsch-baltischer Mediziner
- Norbert Witte (* 1955), deutscher Schausteller

### O
- Otto Witte (General) (1839–1907), deutscher Generalmajor
- Otto Witte (Schausteller) (1872–1958), deutscher Schausteller und Hochstapler
- Otto Witte (Politiker) (1884–1963), deutscher Politiker (SPD), MdR
- Otto Witte (Pädagoge) (1903–1997), deutscher Pädagoge
- Otto Witte (Mediziner) (* 1957), deutscher Neurologe
- Otto Johann Witte (1615–1677), deutscher Politiker
- Owen N. Witte (* 1949), US-amerikanischer Molekularbiologe und Krebsforscher

### P
- Paul Witte (Politiker) (1866–1930), deutscher Kommunalpolitiker und Bürgermeister
- Paul Witte (Leichtathlet), deutscher Dreispringer
- Paul Maria Witte (1883–nach 1922), deutscher Sänger
- Peter de Witte (um 1548–1628), flämischer Maler und Grafiker, siehe Peter Candid
- Peter Witte (Landvogt) (1641–1713), deutscher Kaufmann und Landvogt
- Peter Witte (Politiker) (1822–1902), deutscher Landwirt und Politiker
- Peter Witte (Schriftsteller) (1876–1949), deutscher Schriftsteller
- Peter Witte (Musiker) (1930–2007), deutscher Jazzbassist
- Peter Witte (Komponist) (* 1955), deutscher Musiker, Bandleader und Komponist
- Philip Witte (* 1984), deutscher Hockeyspieler

### R
- Ralf Witte (* 1964), deutscher Straßenbahnfahrer und Opfer eines Justizirrtums, siehe Justizirrtum um Ralf Witte
- Reiner Witte (1955–2023), deutscher Rechtsanwalt, Handballspieler und -funktionär
- Ronny De Witte (* 1946), belgischer Radrennfahrer
- Rudolf Witte (1889–1965), deutscher Ingenieur und Hydrauliker

### S
- Samuel Simon Witte (1738–1802), deutscher Theologe und Philosoph
- Sascha Witte (* 1999), deutscher Rapper siehe Monk (Rapper)
- Sergei Juljewitsch Witte (1849–1915), russischer Staatsmann und Unternehmer
- Siegfried Witte (1897–1961), deutscher Politiker
- Susanne Witte (1905–2005), Gerechte unter den Völkern

### T
- Tania Witte, deutsche Schriftstellerin
- Theodor Witte (Jurist) (1811–1879), deutscher Verwaltungsjurist und Politiker
- Theodor von Witte (um 1815–1885), deutscher Schauspieler und Theaterintendant
- Thomas Witte (Wirtschaftsinformatiker) (* 1943), deutscher Wirtschaftsinformatiker und Hochschullehrer
- Thomas Witte (Schauspieler) (* 1959), deutscher Schauspieler
- Thomas Witte (Synchronsprecher), deutscher Synchronsprecher

### U
- Udo Witte (* 1952), deutscher Regisseur
- Ursulina Schüler-Witte (1933–2022), deutsche Architektin, siehe Ralf Schüler und Ursulina Schüler-Witte

### V
- Vincenz Philipp de Witte de Limminghe (1743–1799), deutscher Politiker, Bürgermeister von Aachen
- Volker Witte (Maler) (* 1951), deutscher Maler
- Volker Witte (Entomologe) (1969–2015), deutscher Biologe und Myrmekologe (Ameisenforscher)

### W
- Walter Witte (1928–2020), deutscher Anwalt, Bratschist und Stiftungsgründer
- Werner Witte (1953–2015), deutscher Ingenieur und Wirtschaftsmanager
- Wilhelm Witte (Politiker) (vor 1224–nach 1261), deutscher Politiker, Bürgermeister von Lübeck
- Wilhelm Witte (Architekt), deutscher Architekt und Baubeamter
- Wilhelm Witte (Oberst), (* 1835), Oberst, Militärschriftsteller
- Wilhelm Witte (Bergbauingenieur) (1891–1974), deutscher Bergbauingenieur
- Wilhelm Witte (Psychologe) (1915–1985), deutscher Psychologe
- Wilhelm Witte (Manager) (1919–2015), deutscher Versicherungsmanager
- Wilhelmine Witte (1777–1854), deutsche Astronomin und Selenografin
- Willi Witte (Schriftsteller) (1891–1955), deutscher Schriftsteller und Sänger (Bass)
- Willi Witte (Politiker) (* 1930), deutscher Politiker (SPD)
- Willi Witte (Musiker), Schlagzeuger
- William Henry Witte (1817–1876), US-amerikanischer Politiker
- Willy Witte (1908–1998), deutscher Schauspieler
- Wolfgang Witte (* 1945), deutscher Mikrobiologe